# Delfina (księżniczka belgijska)
Delfina Koburg (fr. Delphine Michèle Anne Marie Ghislaine; nid. Delphine Michelle Anna Maria Gisela; ur. 22 lutego 1968 w Uccle jako Delphine Boël) – księżniczka Belgii. Jest nieślubnym dzieckiem króla Belgów, Alberta II Koburga, oraz jego kochanki, Sybilli de Selys Longchamps. Ze strony ojca ma troje przyrodniego rodzeństwa – króla Belgów, Filipa I Koburga, oraz Astrydę i Wawrzyńca.
Od 2000 roku jest związana z Jamesem O'Harem. Ma z nim dwoje dzieci – Józefinę (ur. 2003) i Oskara (ur. 2008).

## Życiorys
Urodziła się 22 lutego 1968 roku w Uccle. Jej matką jest Sybilla de Selys Longchamps. Za ojca dziewczynki przez długi czas uważany był pierwszy mąż matki, Jacques Boël. Uczęszczała do szkoły z internatem w Anglii i Szwajcarii oraz studiowała w Chelsea School of Art and Design w Londynie, gdzie w 1990 roku uzyskała tytuł Bachelor of Arts w dziedzinie sztuk pięknych.
19 października 1999 roku 18-letni Mario Danneels opublikował nieautoryzowaną biografię królowej Paoli, Paola van 'la dolce vita' tot koningin. W książce znalazło się stwierdzenie odnoszące się do istnienia nieślubnej córki króla Alberta II. Belgijska prasa zbadała te doniesienia i dotarła do Delfiny. Początkowo dziewczyna oraz jej matka odmawiały komentarza w tej sprawie. Dwór królewski stwierdził natomiast, że książka Daneelsa opiera się na plotkach. Zainteresowanie prasy jej osobą było jednak tak duże, że Delfina poprosiła biologicznego ojca o ochronę swojej matki przed nękającymi ją dziennikarzami. Albert miał wówczas odpowiedzieć: „Zostaw mnie z tą historią w spokoju. Nie jesteś moją córką”.
Ostatecznie sześć lat po wydaniu książki Daneelsa, w 2005 roku, Delfina przyznała, że jest córką belgijskiego króla. Boël wyznała również w wywiadzie, że król planował rozwieść się ze swoją żoną, a odwiodła go od tego jej matka, nie chcąc doprowadzić do skandalu. W 2013 roku Albert II abdykował na rzecz swojego syna, Filipa, a Delfina postanowiła złożyć pozew sądowy o uznanie jej za biologiczną córkę Alberta II. W 2018 roku sąd zobowiązał byłego króla do przeprowadzenia testów DNA. Sześć miesięcy później – po tym, gdy nie spełnił wymagań – sąd zagroził Albertowi grzywną w wysokości 5000 euro za każdy dzień zwłoki.
27 stycznia 2020 roku testy DNA wykazały, że król Albert II jest ojcem Delphine Boël. W październiku 2020 roku sąd przyznał Delfinie i jej dzieciom tytuły książęce. Ponieważ jednak kobieta urodziła się z nieślubnego związku – ani ona, ani jej dzieci nie znajdują się w linii sukcesji do belgijskiego tronu. Po wydaniu wyroku przez sąd Delfina wyznała: „Wiele osób mówiło, że zrobiłam to wszystko dla pieniędzy, tytułu i sławy. Jednak ja zrobiłam to dla prawdy”.

## Życie prywatne
Od 2000 roku jest związana z Jamesem O'Harem. Ma z nim dwoje dzieci – Józefinę (ur. 17 października 2003) i Oskara (ur. 28 kwietnia 2008). Na mocy wyroku sądu, który przyznał tytuł książęcy Delfinie, również jej dzieci uzyskały prawo do tytułowania się księciem i księżniczką Belgii oraz predykat Ich Królewskich Wysokości.

## Tytulatura
22 lutego 1968 – 1 października 2020: Delphine Boël
od 1 października 2020: Jej Królewska Wysokość księżniczka Delfina